# 橋口信助
橋口 信助（はしぐち しんすけ、1870年4月16日 - 1928年2月16日）は、日本の実業家である。住宅メーカーである「あめりか屋」の創業者。

## 経歴

### 生い立ち
1870年4月16日（明治3年3月16日）、宮崎県南那珂郡飫肥町大字板敷で、橋口善吉と妻・トメの間に生まれる。1885年（明治18年）9月に東京商業学校に入学するも、半年後の1886年（明治19年）2月に中退し、郷里に戻り父を助けて鉱山業に従事する。橋口は石炭採掘業のほか、木材伐採業などにも手を出していたようであるが、いずれも失敗し、義理の従兄弟にあたる小村寿太郎を頼り、再び上京する。明治20年代に、妻・マツと結婚する。マツとの間には4人の子どもを設けた。横浜の英語学校に通ったのち、1900年（明治33年）から1901年（明治34年）ごろに渡米し、シアトルで服飾店を営む。その後、ベイマツの伐採業を興し、長谷場純孝とともに移民会社の設立を企図するも、1908年（明治41年）の日米紳士協約締結により断念する。その後は建築学を学び、1909年（明治42年）に帰国する。妻・マツとは1910年（明治43年）ごろに死別している。

### あめりか屋の創業
1909年2月、橋口は、アメリカでカタログ販売されていた組み立て式のバンガローハウスを輸入し、住宅会社のあめりか屋を興した。あめりか屋の住宅は、和風住宅に満足できないながらも上流階級ほど経済的余裕はない中流階級に注目された。橋口が日本に持ち込んだアメリカ式の住宅は、それまで一番重要視されていた接客空間を切り捨て、家族本位の空間である居間を中心に据えたものだった。こうした居間中心型住宅は、家族中心の新しい形式として、若い建築家やインテリの間に普及していった。1911年（明治44年）に家督を相続した。橋口は1917年（大正6年）、女子教育家の三角錫子とともに住宅改良会を設立した。この団体は、日本の住宅改良を目指して設立されたものとしては最初のものであり、雑誌『住宅』の刊行と、住まいに関する設計競技をおこなった。1922年（大正11年）には妻・スズと結婚するも、1年で死別している。1928年（昭和3年）2月16日、故郷で死去した。